# Прапор Юти
Прапор Юти (англ. Flag of Utah) — один з державних символів американського штату Юта. Прапор був прийнятий у 1913 році. Складається з печатки штату Юта, оточеної золотим колом на темно-синьому фоні.

## Історія
Проєкт печатки був прийнятий 1850 року територією Юта і змінений художником Гаррі Едвардсом, коли Юта стала штатом 1896 року. До вхождения Юти в США Територія Юта використовувала прапор, що нагадував сучасний.
Відповідно до більшості описів, прапор держави Дезерет був подібний до прапора штату Юта, але оскільки цей прапор не був узаконений, використовувалися також інші світські і релігійні варіанти .